# Saint-Michel-de-Veisse
Saint-Michel-de-Veisse ist eine Gemeinde im Zentralmassiv in Frankreich. Sie gehört zur Region Nouvelle-Aquitaine, zum Département Creuse, zum Arrondissement Guéret und zum Kanton Ahun. Die Bewohner nennen sich Saintmichelots oder Saintmichelotes.

## Geographie
Sie grenzt im Nordwesten und im Norden an Saint-Sulpice-les-Champs, im Osten an Blessac, im Südosten an Saint-Marc-à-Frongier, im Süden an Vallière und im Südwesten an Banize.

## Bevölkerungsentwicklung
| Jahr      | 1962 | 1968 | 1975 | 1982 | 1990 | 1999 | 2008 | 2012 |
| --------- | ---- | ---- | ---- | ---- | ---- | ---- | ---- | ---- |
| Einwohner | 294  | 268  | 200  | 204  | 177  | 177  | 158  | 172  |